# Ferdinand Noske

Ferdinand Noske

Ferdinand Noske (* 19. Oktober 1857 in Oggerschütz, Kreis Züllichau-Schwiebus; † 17. Januar 1931 in Kutschlau, Landkreis Züllichau-Schwiebus) war ein deutscher Politiker (DNVP).

## Leben und Wirken
Noske wurde 1857 als Sohn eines Landwirtes geboren. In seiner Jugend besuchte er die Volksschule in Kutschlau in Brandenburg. Danach war er in der Landwirtschaft seines Vaters tätig.
Von 1878 bis 1881 gehörte Noske dem Grenadier-Regiment Nr. 12 und dem Infanterie-Regiment Nr. 98 an. Von 1884 bis 1892 war er Gemeindevertreter und von 1892 bis 1904 Gemeindevorsteher in Kutschlau. 
Nach dem Ersten Weltkrieg trat Noske in die Deutschnationale Volkspartei (DNVP) ein. Für diese saß er von Januar 1919 bis Juni 1920 als Abgeordneter des Wahlkreises 6 (Frankfurt an der Oder) in der Weimarer Nationalversammlung. Ferner war er Aufsichtsratsmitglied verschiedener landwirtschaftlicher Genossenschaften und Mitbegründer einer solchen in Schwiebus.